# Jean-Casimir de Salm-Kyrbourg
Pour l’article homonyme, voir Jean Casimir.
Jean-Casimir de Salm-Kyrbourg (en allemand Johann Kasimir zu Salm-Kyrburg; * 6 juillet 1577, château de Kyrbourg ; † 4 février 1651, Kirn) est grave de Kyrbourg (1607-1651) et général suédois.

## Biographie

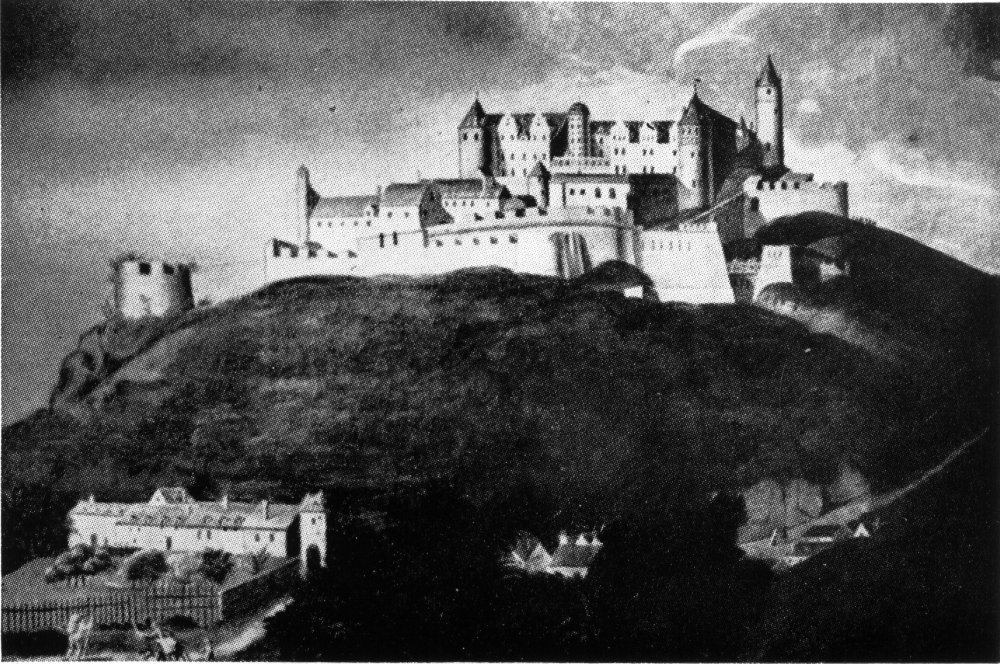
Château de Kyrbourg, XVIIe siècle

Il est le deuxième fils d'Otto Ier de Salm-Kyrbourg-Möhringen (bg) (1538-1607) et de son épouse la comtesse Ottilie de Nassau-Wilbourg (bg) (1546-vers 1610), fille du comte Philippe III de Nassau-Weilbourg (1504-1559) et de sa troisième épouse Amélie d'Isenbourg-Budingen (bg) (1522-1579). Il est le petit-fils de Jean VIII (bg) (1522-1548), grave de Kyrbourg-Möhringen et de son épouse la comtesse Anne d'Hohenlohe-Waldenbourg (bg) (1524-1594). Il est le frère de Jean IX (de) (1575-1623), grave de Salm-Kyrbourg-Möhringen, d'Otto II (bg) (1578-1637), comte de Kyrbourg-Dronken, et de Georges-Frédéric († 1602 en Hongrie).
Jean-Casimir est un général au service de la Suède. Sa famille a fui pendant la guerre de Trente Ans. Depuis 1635, elle est installée à Strasbourg.
Il meurt le 4 février 1651 à l'âge de 73 ans au château de Kyrbourg, au-dessus de la ville de Kirn, en Rhénanie-Palatinat.

## Descendance
Il contracte un premier mariage le 17 mai 1607 à Laubach avec la comtesse Dorothée de Solms-Laubach (* 31 janvier 1579 à Laubach ; † 19 juillet 1631 à Finstingen), veuve du comte Martin de Regenstein-Blankenbourg (bg) (1570-1597), fille du comte Jean-Georges Ier de Solms-Laubach (1547-1600) et de Marguerite de Schönburg-Glauchau (1554-1606). Ils ont des enfants:
- Jean-Louis (1609–1641, tué à Quedlinbourg)
- Anne-Julienne (1609)
- Georges-Frédéric (bg) (1611–1681), marié le 19 février 1638 à la comtesse Anne-Élisabeth de Stolberg (1611-1671), puis en secondes noces le 19 juillet 1672 avec Anne-Élisabeth de Down-Falkenstein (bg) (1636–1685), veuve du comte Georges-Guillaume de Leiningen-Dagsbourg (bg) (1636–1672)
- Sophie-Julienne (1612)
- Anne-Catherine (1614–1655), mariée le 26 février 1637 à Strasbourg au duc Eberhard VII de Wurtemberg (1614–1674)
- Anne-Claudine (1615–1673), mariée le 10 décembre 1637 le comte Jean-Jacques de Ribeaupierre (1598-1673), fils du comte Eberhard de Rappolstein (bg) (1570-1637) et d'Anne de Kyrbourg (1572-1608)
- Agathe (* v. 1617), mariée le 22 mars 1637 au comte Albert-Louis de Kreichingen (bg) († 1651), fils du comte Pierre-Ernest II de Kreichingen-Putlingen (bg) († 1633) et d'Anne-Sibylle de Nassau-Wilbourg (bg) (1575–1643)
- Anne-Barbara

Il épouse en secondes noces en 1633 la comtesse Anne-Julienne de Leiningen-Dagsbourg-Hardenbourg (1599-1685), fille du comte Emich XII de Leiningen-Dagsbourg-Hardenbourg (bg) (1562-1607) et de Marie-Élisabeth de Palatinat-Zweibrücken-Neubourg (bg) (1561-1629). Ils n'ont pas d'enfants.